# Stan (canção)
"Stan" é uma canção do rapper americano Eminem em parceria com a cantora Dido. Foi lançada em 2000 como terceiro single de seu álbum The Marshall Mathers LP. A canção alcançou a primeira posição em vários gráficos de popularidade do mundo. Foi produzida por The 45 King e Eminem, com samples das primeiras linhas da canção "Thank You" de Dido, do álbum No Angel, como refrão. Em 2001 foi apresentada ao vivo, com Elton John cantando a parte original de Dido, durante a cerimônia de entrega do Grammy.
"Stan" é uma das canções mais bem sucedidas criticamente de Eminem. Ela foi incluída também na coletânea Curtain Call: The Hits, lançada em 2005.

## Videoclipe
O clipe foi dirigido por Phil Atwell e Dr. Dre e filmado na Califórnia. O vídeo representa a história narrada na canção. "Stan" conta uma história fictícia de um fã que é obcecado por Eminem e escreve para ele, sem receber uma resposta. Os três primeiros versos são entregues para Eminem de Stan, enquanto no quarto versículo Eminem está tentando escrever para Stan, e acaba por perceber que ele já havia ouvido falar na morte de Stan no noticiário.
O ator canadense Devon Sawa protagonizou como Stan, o fã obcecado por Eminem, e a cantora pop britânica Dido, que canta o refrão, como a sua namorada grávida. Jane Yamamoto, que já havia aparecido no vídeo de "Forgot About Dre", realizou uma participação especial no vídeo.

## Lista de faixas
1. "Stan" (edição de rádio)
2. "Guilty Conscience" (versão rádio)
3. "Hazardous Youth" (versão a cappella)
4. "Get You Mad"
5. "Stan" (vídeo sem censura) [CD-ROM]

## Desempenho nos gráficos
| Gráfico (2000)                             | Melhor posição |
| ------------------------------------------ | -------------- |
| ARIA Charts                                | 1              |
| Ö3 Austria Top 40                          | 1              |
| SNEP                                       | 4              |
| Países Baixos                              | 3              |
| Bélgica (Flanders)                         | 3              |
| Bélgica (Valônia)                          | 2              |
| Sverigetopplistan                          | 3              |
| Irish Singles Chart                        | 1              |
| Finlândia                                  | 1              |
| Swiss Charts                               | 1              |
| VG-lista                                   | 3              |
| Dinamarca                                  | 1              |
| Itália                                     | 1              |
| RIANZ                                      | 14             |
| UK Singles Chart                           | 1              |
| Billboard Hot 100                          | 51             |
| Billboard Hot R&B/Hip-Hop Singles & Tracks | 36             |